# Grallaria rufocinerea
El tororoí bicolor  (Grallaria rufocinerea), también denominado tororoi rufocenizo (en Colombia), chululú bicolor, cholongo o cocona, es una especie de ave paseriforme perteneciente al numeroso género Grallaria  de la familia Grallariidae, anteriormente incluido en Formicariidae. Se encuentra en Colombia y Ecuador.

## Distribución y hábitat
La subespecie nominal se distribuye en los Andes centrales de Colombia desde el sur de Antioquia hacia el sur hasta el oeste de Huila; y la subespecie romeroana desde el sur de Colombia (cabecera del Valle del Magdalena y oeste de Putumayo) hacia el sur hasta los Andes nororientales de Ecuador (noroeste de Sucumbíos).
Vive en el suelo y el sotobosque de los bosques primarios y secundarios y plantaciones de árboles, de la Cordillera Central de los Andes, entre los 1950 y 3150 m de altitud.

## Descripción
Mide 16,5 cm de longitud. El dorso, la cabeza y la garganta son de color castaño rojizo rufo; las partes inferiores son grises, el pecho y la región infracaudal gris oscuro. El pico es negro.